# Ptenín (zámek)
Zámek Ptenín ve stejnojmenné vesnici v okrese Plzeň-jih byl postaven na místě původní gotické tvrze v první třetině 18. století hrabětem Ferdinandem Morzinem. Zámek je ve vlastnictví obce a byl zapsán do Ústředního seznamu kulturních památek České republiky.

## Historie
V období kolem 16. století byla na návrší Ptenína postavena tvrz, o které je první písemná zmínka z roku 1535. Mezi lety 1548–1688 byla tvrz přestavěna na renesanční zámek. V období 1728–1738 byl zámeček opět přestavován a rozšířen hrabětem Ferdinandem Morzinem do dnešního barokního slohu. Zámek byl využíván jako obydlí pro úředníky nebo občasný lovecký zámeček. Po ukončení druhé světové války v roce 1945 byl vlastníkem místní národní výbor, v současné je v majetku obce a částečně slouží k bydlení. V roce 2015 byla otevřena nová expozice Otvíráme poklady venkova.

## Stavební podoba
Zámek je patrová zděná omítaná stavba s třemi křídly, které vymezují lichoběžníkové nádvoří otevřené k západu. V severním jednopatrovém čtyřosém křídle je vstup, který má polokruhové zaklenutí. Na fasádě jsou ukázky renesančního sgrafita (psaníčka). K severnímu křídlu s valbovou střechou je přistavěna patrová přístavba. Kolmo na severní křídlo navazuje střední patrová osmiosá budova s mansardovou střechou a další jižní křídlo s trojúhelníkovým štítem ve střední části průčelí a věžičkou na mansardové střeše. V jižním křídle je opět průjezd s valenou klenbou a pětibokými lunetami. Fasáda křídel je horizontálně členěna kordonovou římsou. Prostor kolem budov je obehnán kamennou zdí.
Z nádvoří vede vstup do budovy a na dřevěné dvouramenné schodiště do patra s valenou klenbou a nad podestou se dvěma poli křížové klenby. V patře jsou ploché stropy.

## Park
K západní straně zámku přiléhá park, který je částečně obehnán kamennou zdí. Na park a jižní křídlo navazuje zahrada a sad.

## Galerie

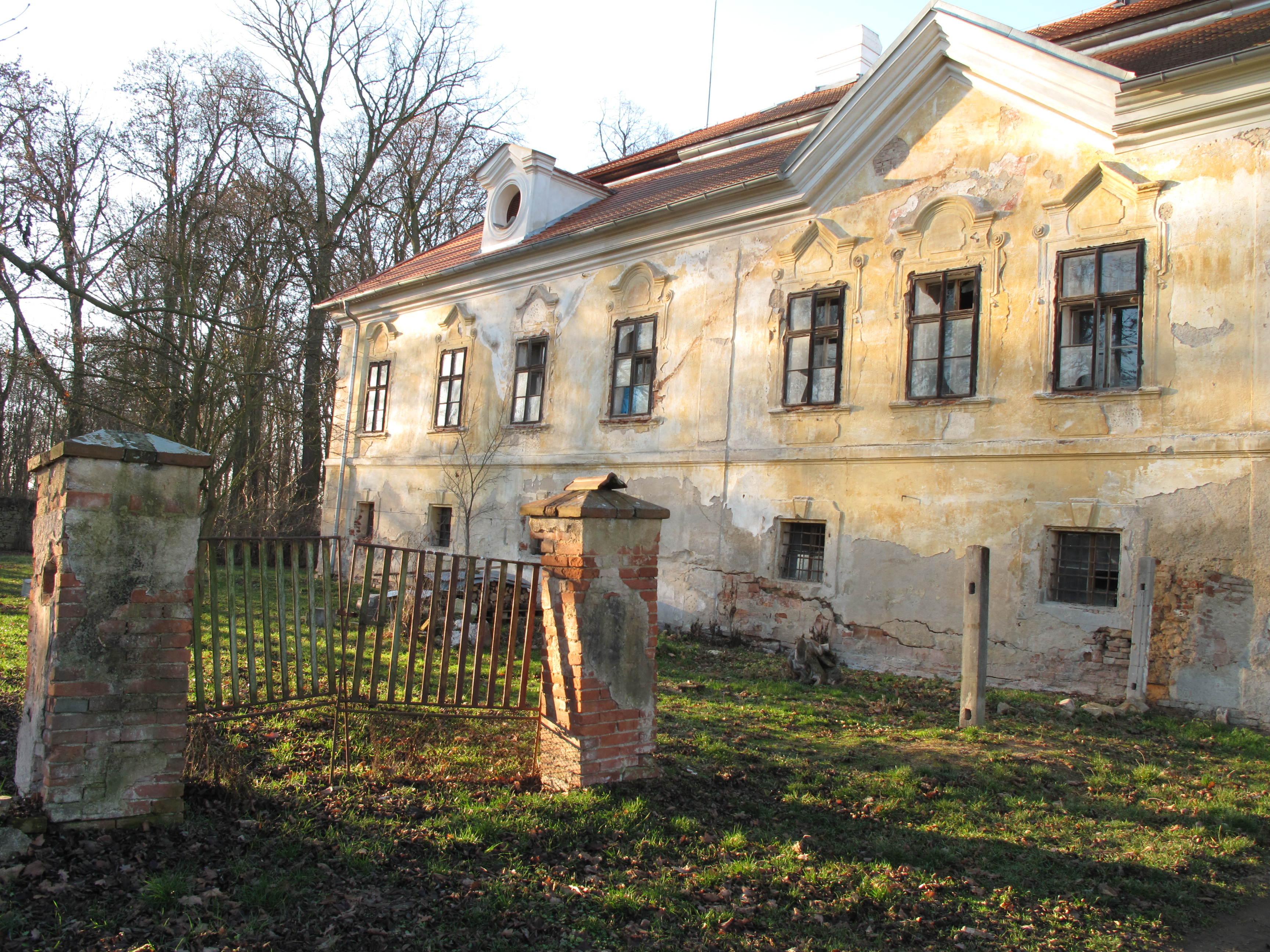
Jižní křídlo
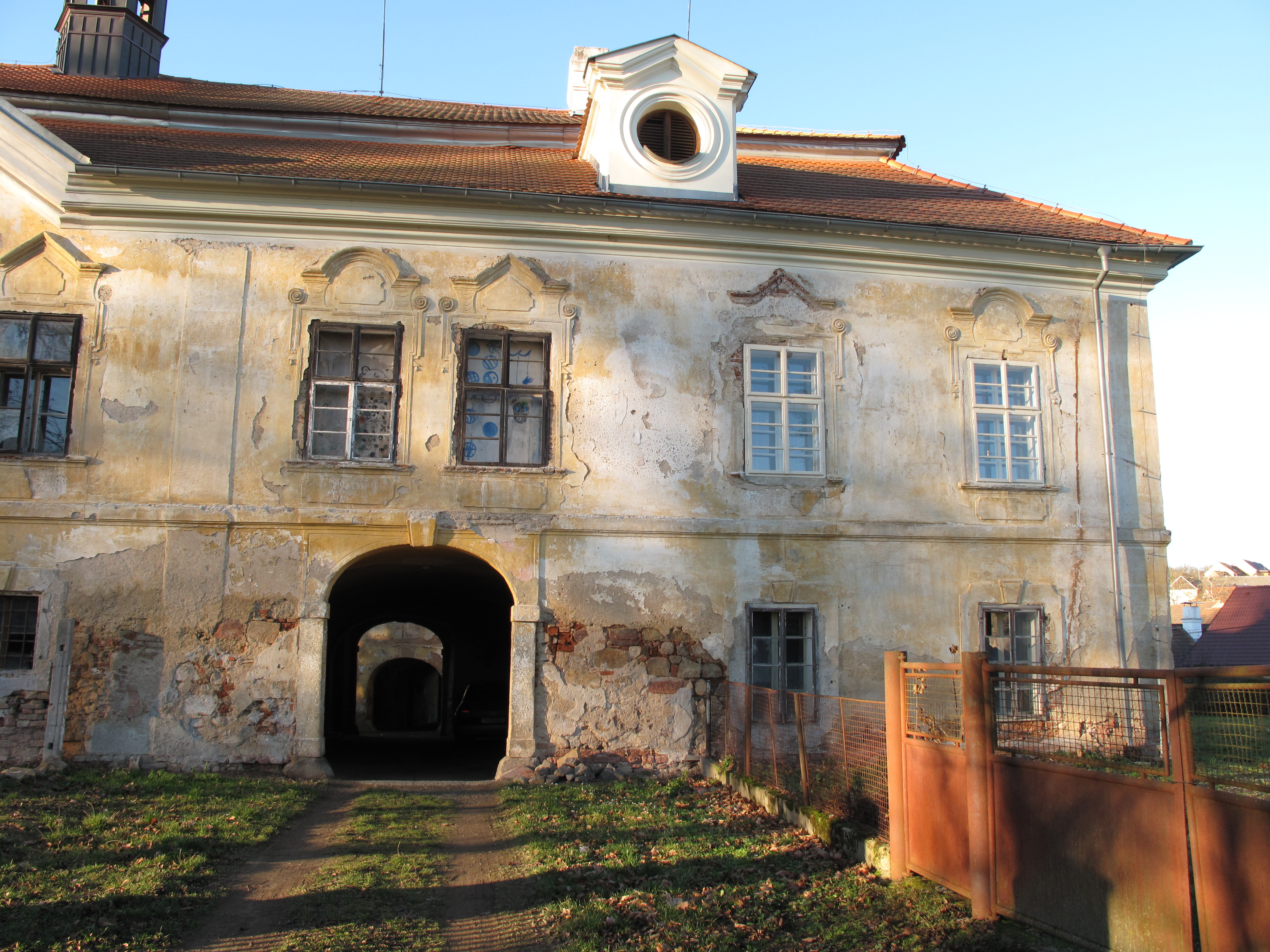
Průjezd jižním křídlem
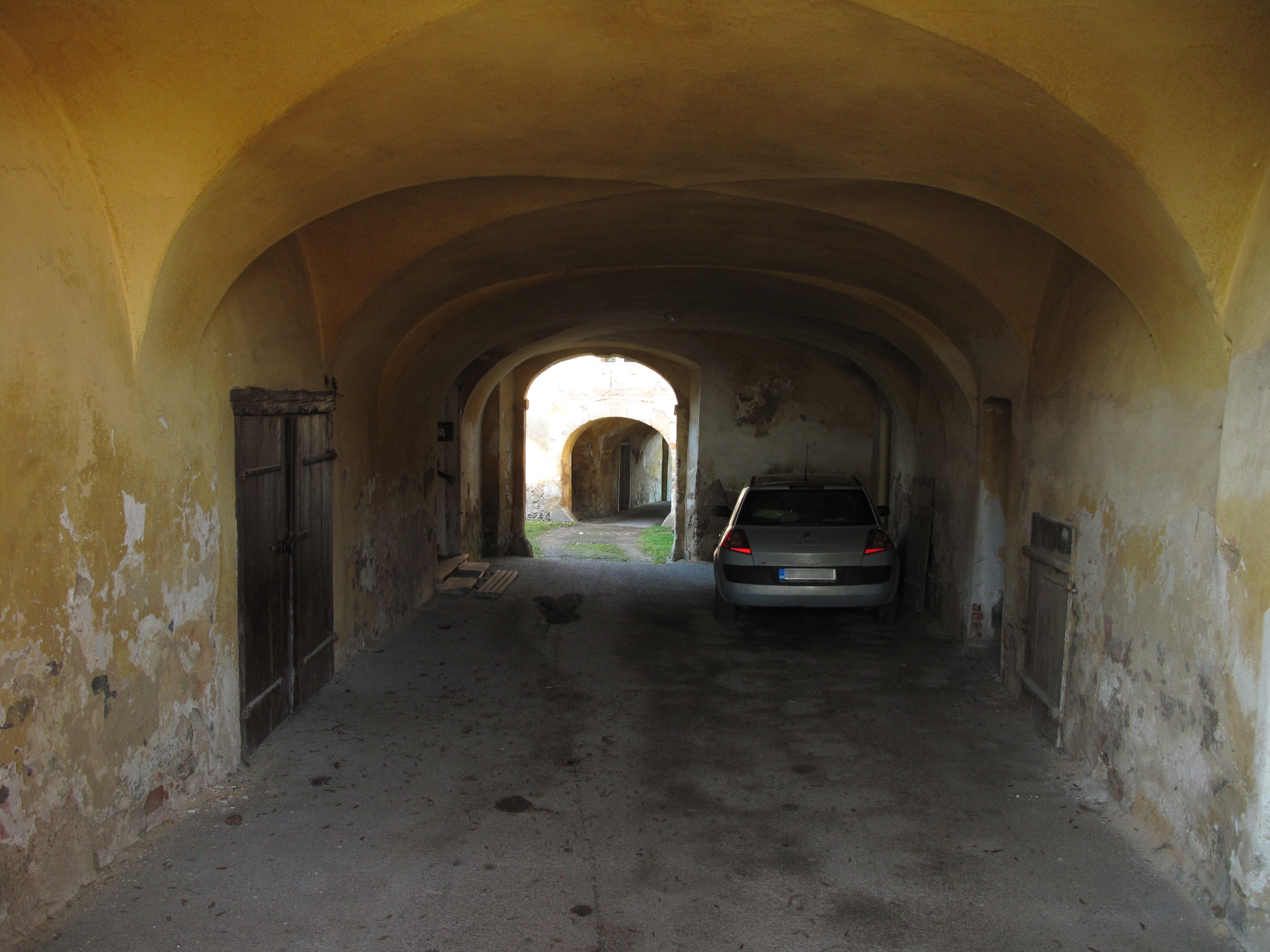
Detail průjezdu
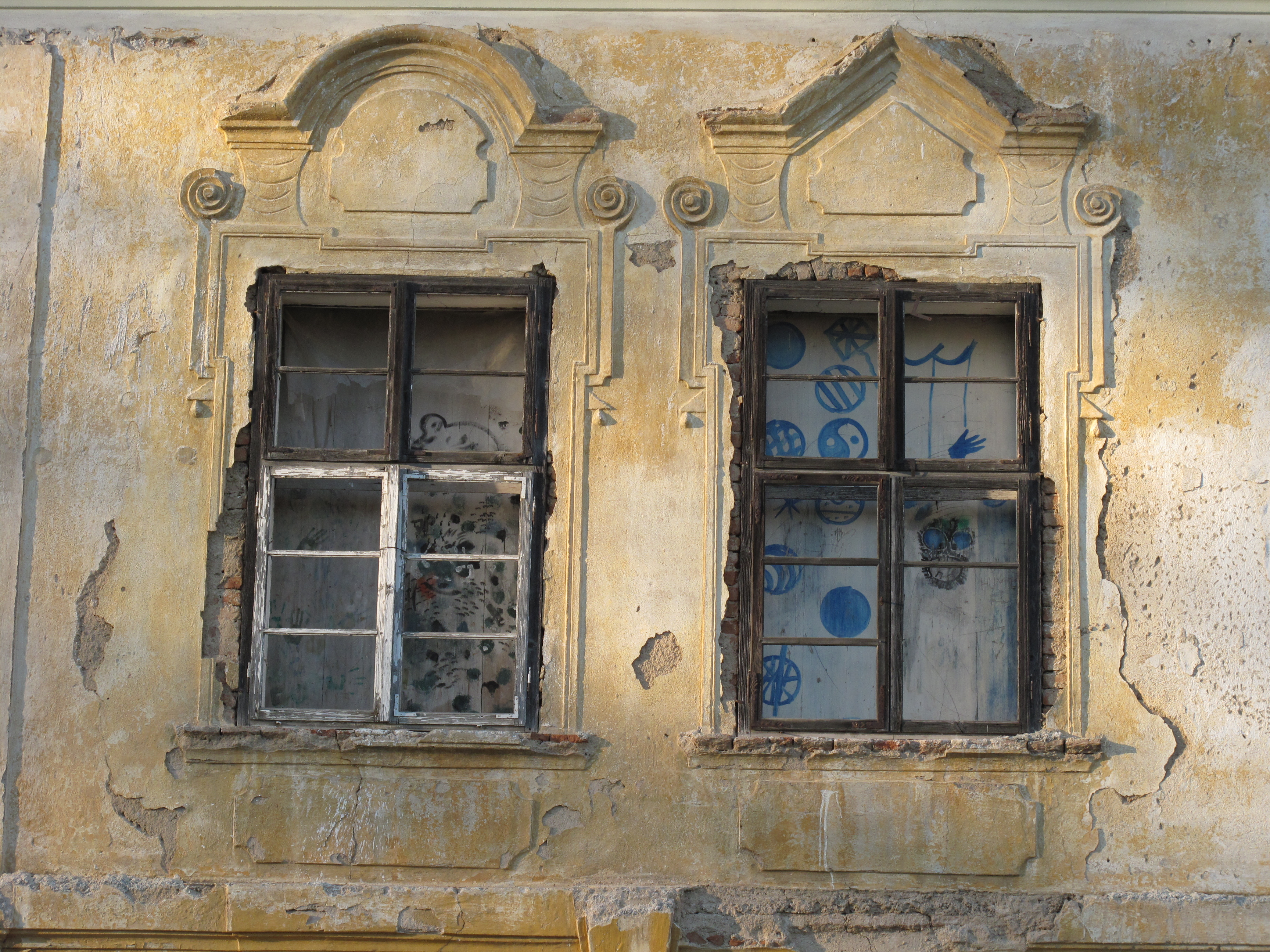
Okna
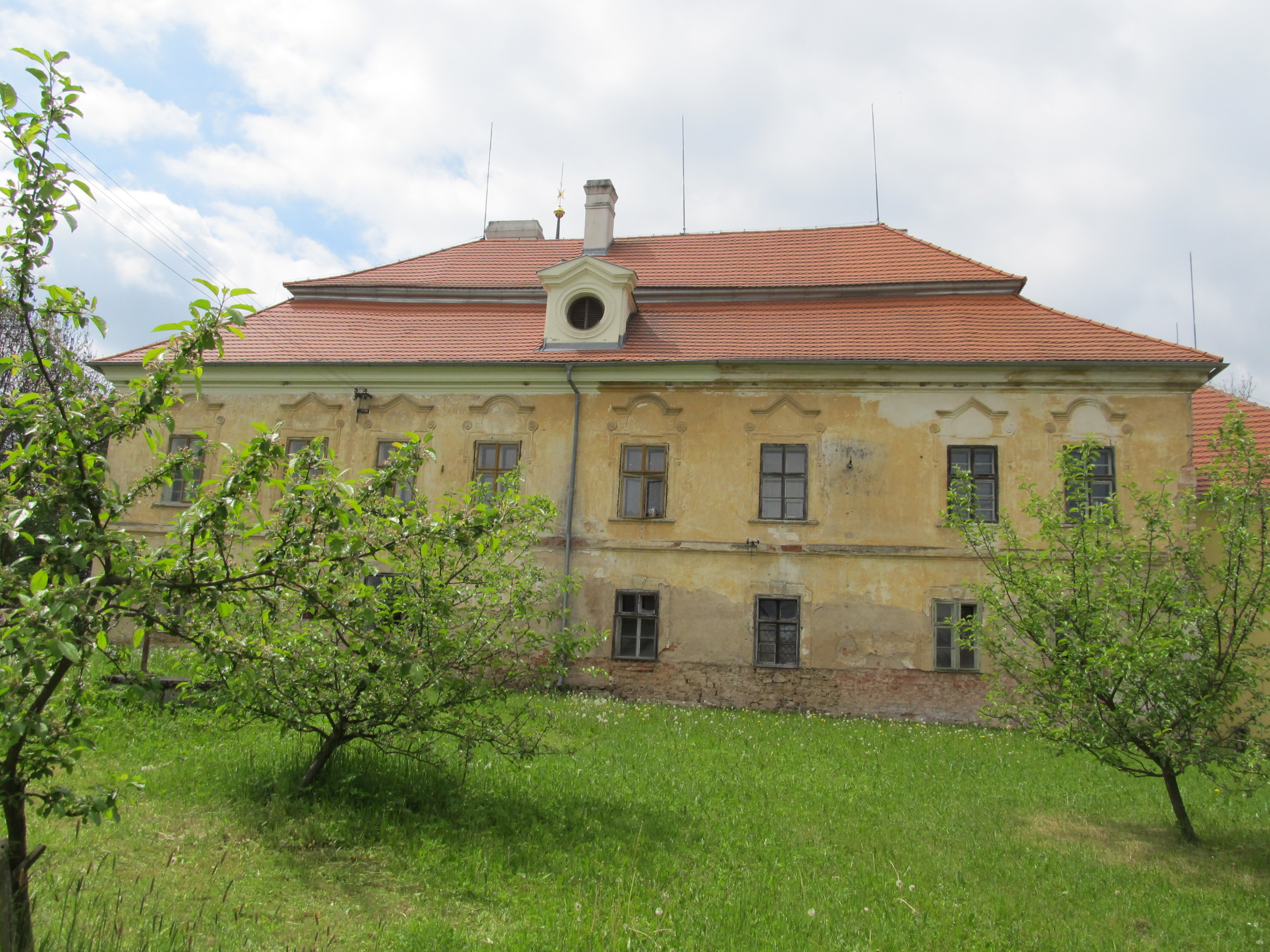
Střední křídlo s mansardovou střechou
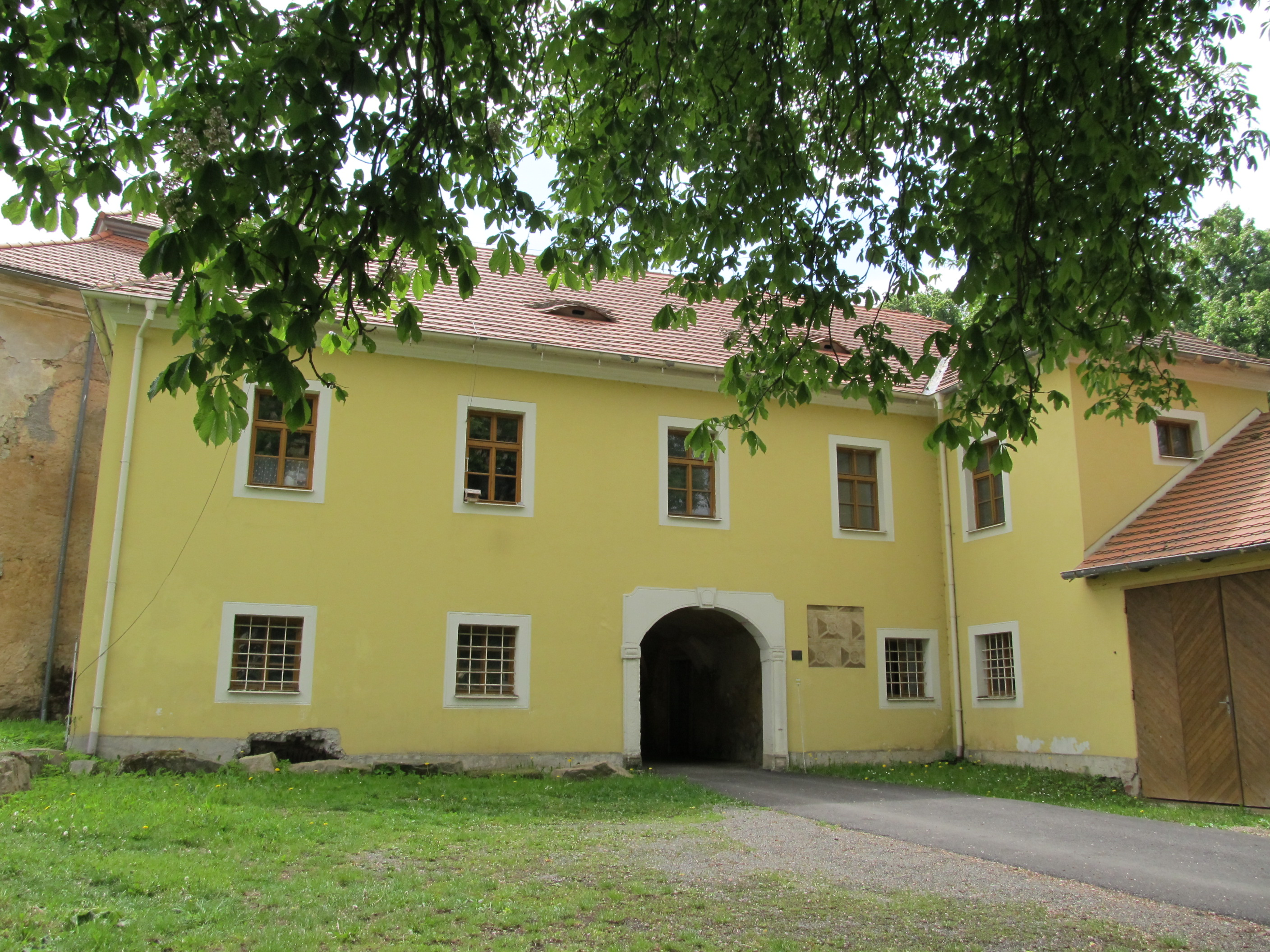
Obnovená severní část zámku
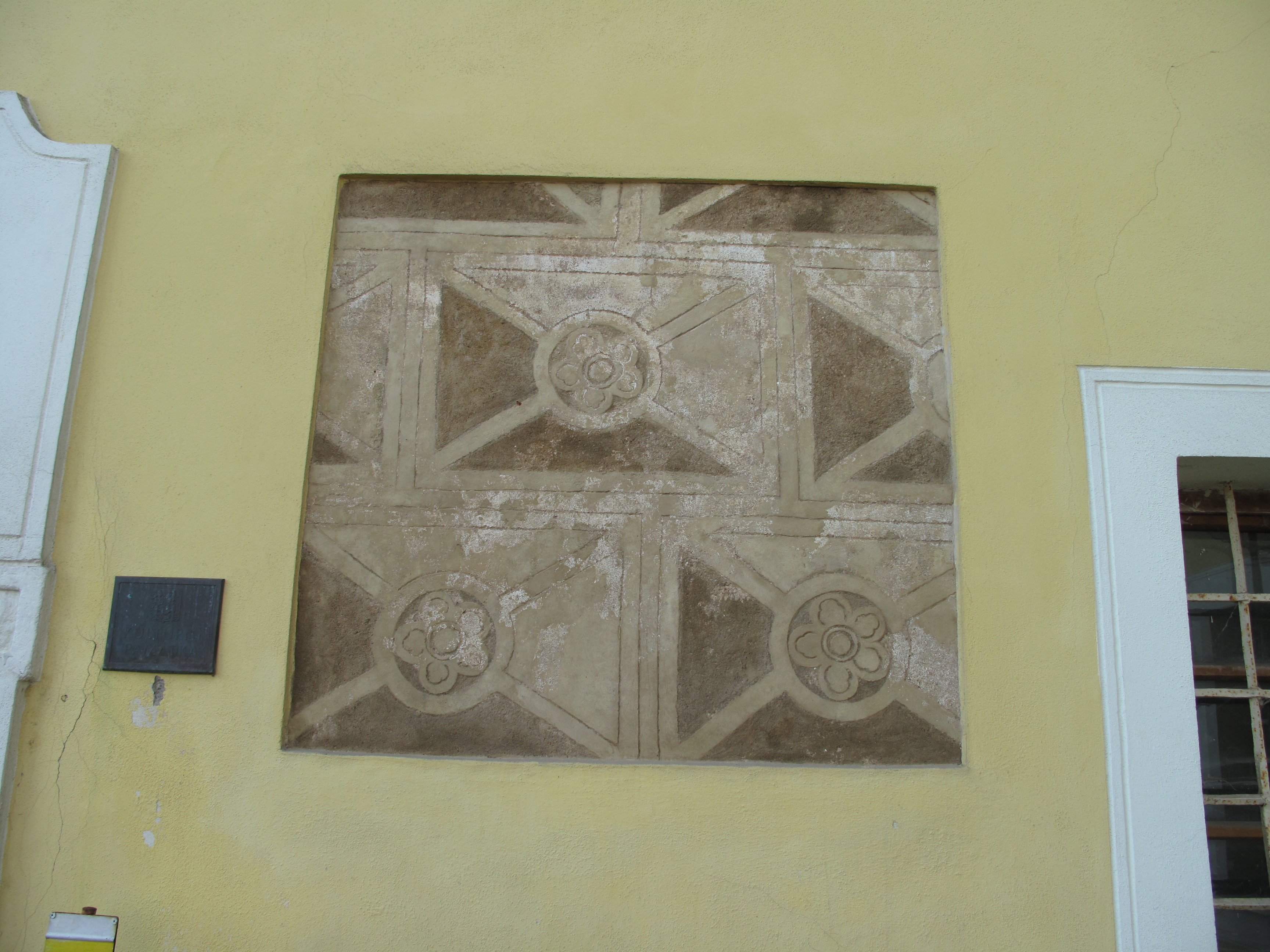
Sgrafito